# Цзинь Юйчжан
Цзінь Юйчжан (кит. 金毓嶂, піньїнь: jīn yùzhàng; 3 травня 1942) — нащадок імператорської династії Айсін Ґьоро, що правила в Китаї в 1644-1912. Потенційний спадкоємець маньчжурського престолу з 2015.

## Життєпис
Згідно з правилами про спадкоємність династії Айсін Ґьоро, прийнятими в 1937, успадкування імператорського трону має відбуватися по чоловічій лінії рідними та зведеними братами Пу І. Після смерті в 1994 молодшого брата Пу І - Пуцзе, який не мав синів, головою династії Айсіньгьоро став його зведений брат Цзінь Ючжі, батько Цзінь Юйчжана.
Народився 3 травня 1942 в Пекіні, став первістком у родині Цзінь Ючжі та гіпотетичним спадкоємцем маньчжурського престолу з 2015.
Навчався у Пекінському державному університеті, після навчання у 1968 посланий на роботу з геологорозвідки до провінції Цинхай.
У 1985 став спеціалістом у бюро з охорони навколишнього середовища в районі Чунвень у Пекіні.
З 1999 працював як єдиний безпартійний заступник губернатора району Чунвень, а також обіймав посаду заступника директора Пекінського комітету у справах національностей.

## Сім'я
Одружився в 1974 з Люй Юймінь, від шлюбу з якою у нього народилася єдина дочка Цзінь Сінь (нар. 1976) — аспірант з комп'ютерної інформатики.
Молодший брат - Цзинь Юйцюань (нар. 1946), професор та віце-президент з енергетики та охорони навколишнього середовища Пекінського технологічного університету.